# あさっての方向 (真心ブラザーズのアルバム)
『あさっての方向』（あさってのほうこう）は、真心ブラザーズの3枚目のアルバム。1991年10月25日にEpic/Sony Recordsから発売された。

## 解説
前作から11か月ぶりに発売された。
1991年6月21日発売のシングル「同級生」は未収録。

## 収録曲
1. あんなに好きだったのに
作詞：倉持陽一・桜井秀俊、作曲：倉持陽一、編曲：THE 真心ブラザーズ・MB's（加賀八郎・須貝直人）
2. 君よりもっとこそくに
作詞・作曲：倉持陽一、編曲：THE 真心ブラザーズ・MB's
6枚目のシングル。前曲とつながっているため厳密にはアルバムバージョンである。
3. ウジ虫以下
作詞・作曲：倉持陽一、編曲：THE 真心ブラザーズ・MB's
4. みんなテキトー
作詞・作曲：倉持陽一、編曲：THE 真心ブラザーズ・MB's
5. 軽はずみ
作詞・作曲：倉持陽一、編曲：THE 真心ブラザーズ・MB's
6. 二人のりでいこう
作詞・作曲：桜井秀俊、編曲：THE 真心ブラザーズ・MB's
7. おぼろげな春
作詞・作曲：倉持陽一、編曲：THE 真心ブラザーズ・MB's
8. 赤いラジカセ
作詞・作曲：倉持陽一、編曲：THE 真心ブラザーズ・MB's
9. スレ
作詞・作曲：桜井秀俊、編曲：THE 真心ブラザーズ・MB's
10. 夜のお供に真心ブラザーズ
作詞・作曲：倉持陽一、編曲：現場の人間
11. 腹八分目で医者いらず
作詞・作曲：倉持陽一、編曲：THE 真心ブラザーズ・MB's
12. Gotta Poison
作詞・作曲：桜井秀俊、編曲：THE 真心ブラザーズ・MB's
13. うきうき
作詞・作曲：倉持陽一、編曲：THE 真心ブラザーズ・MB's
6枚目のシングルのカップリング曲。前曲とつながっているため厳密にはアルバムバージョンである。
14. 待ち合わせ
作詞・作曲：倉持陽一、編曲：THE 真心ブラザーズ